# Currie Cup 1975
La Currie Cup de 1975 fue la trigésimo séptima edición del principal torneo de rugby provincial de Sudáfrica.
El campeón fue el equipo de Northern Transvaal quienes obtuvieron su octavo campeonato.

## Participantes

### Fase Final
| Equipo             | Título            |
| ------------------ | ----------------- |
| Northern Transvaal | Ganador Sección A |
| Orange Free State  | Ganador Sección B |

### Final
| 1975 | Orange Free State | 6 - 12 | Northern Transvaal | Bloemfontein, |  |

### Campeón
| Bandera de Sudáfrica       |
| Campeón Northern Transvaal |
| Octavo título              |